# 劉瑾
劉瑾（1451年2月28日—1510年8月25日），陝西興平人，明代中期、明武宗时期的重要宦官。

## 生平

### 出身和入宮
據史書所記，劉瑾本姓谈，景泰年間自宮，並成為劉太監外間的手下，並改劉姓。成化年間入宮。弘治年間執掌茂陵司香，遭連坐獲罪，但得以免死；其後調往東宮。由於經常在太子面前演戲，深得太子所寵愛。

### 得勢和掌權
弘治十八年（1505年），明孝宗駕崩，太子朱厚照即位，是為明武宗（正德皇帝）。刘瑾掌鐘鼓司，與馬永成、高鳳、羅祥、魏彬、丘聚、谷大用和張永被稱為“八虎”。刘瑾仰慕王振，經常向武宗進獻娛樂用的動物、歌姬和鬥士，誘導武宗微服出行玩樂。武宗寵信劉瑾並擢升他為內官監，總督團營。劉瑾阻撓實行孝宗罷宦官监枪和各城门监局的遺詔，又勸誘武宗向各宦官鎮守之地索取黃金，並在京畿置辦皇莊達三百多處，擾民不止。
正德元年（1506年）十月，內閣大學士劉健、謝遷和李東陽因「八虎」誘武宗沉迷遊樂，與廷臣、南北御史以至五官監侯楊源等相率向武宗進諫。武宗打算把劉瑾等人遣至南京，劉健等大臣卻堅持要處死劉瑾，更相約戶部尚書韓文及百官計劃伏闕請願。由於吏部尚書焦芳向劉瑾告密，劉瑾率馬永成等人圍繞武宗哭訴，武宗於是連夜收捕贊同處死劉瑾的司禮太監王嶽、太監范亨和徐智，解往南京充淨軍。翌日百官知道事洩，劉健、謝遷和李東陽辭官，武宗挽留了李東陽，令焦芳入內閣，並追殺前往南京途中的王嶽與范亨，又打斷徐智手臂。
此後刘瑾掌管司礼监，而马永成和谷大用分掌东、西二廠。劉瑾得勢後，藉故革除韓文尚書之職，並杖責和貶謫請求或贊同挽留劉健和謝遷的官員，兵部主事王守仁亦因為上疏論救南京給事中戴銑而獲罪。劉瑾同時在朝廷、錦衣衛及各邊軍鎮等處安插親信。劉瑾每向武宗奏事，皆趁武宗玩樂時為之，武宗煩厭之餘命劉瑾不要打擾他，劉瑾於事開始專斷，不再向武宗奏報，並把奏章拿回私宅，由親信孫聰和張文冕協助批決，焦芳負責潤色，再交予李東陽審核。
正德二年（1507年）三月，劉瑾召集群臣宣示劉健以下一眾官員為「奸黨」。此後劉瑾權傾天下，任意賞罰軍政官員，又公然向官吏索賄。寧王朱宸濠圖謀不軌，於是賄賂劉瑾，得以恢復授予護衛。當時公侯、勋臣及外戚以下都不敢對抗劉瑾，每次私下谒见時都行跪拜。臣民上呈章奏，先以红皮揭帖（「红本」）給刘瑾過目，再以「白本」遞交通政司；章奏都称他为「刘太监」而不书其名。都察院上奏獄案時因為寫上劉瑾之名，被劉瑾怒罵，直到都御史屠滽率下屬向劉瑾下跪謝罪才得免。同年夏天，因為有匿名信诋毁劉瑾作为，乃矯詔召百官在酷暑中跪在奉天门下責問，到傍晚再将五品以下官员全部收監，最後因李東陽相救，又聞信件乃宦官所寫，才釋放群臣，但已有三名官員中暑而亡。劉瑾一黨掌管廠衛，在正德三年（1508年）再設內行廠，臣民每因法律細微之處而獲罪受刑，官吏和軍民不按律法被殺的多至數千人；又屢興大獄，因連坐及冤案而遭牽連者甚眾。刘瑾因谢迁的缘故，令余姚人不得授予京官；另外因焦芳讨厌彭华，刘瑾乃借占城国使者亚刘谋反一案，裁减江西乡试名额并禁授京官，又擅自增加陕西和河南乡试名额，以优待自己和焦芳家乡的士子。

### 失勢和被殺
正德五年（1510年），安化王朱寘鐇以討伐劉瑾為名，在寧夏起兵叛亂，劉瑾藏匿朱寘鐇的檄文不報，命都御史楊一清及「八虎」之一的張永為總督平亂。由於劉瑾得勢後一直專權，與「八虎」餘眾關係惡劣，又曾企圖逐走張永，而楊一清亦曾被劉瑾誣告下獄，因此楊一清在平亂後趁機为張永筹划誅殺劉瑾。張永不理劉瑾拖延，在八月十五日前入京獻俘，並在當晚乘劉瑾出宮之機向武宗出示朱寘鐇的檄文，告發劉瑾十七項罪名，馬永成等其餘「八虎」成員亦幫助張永。武宗於是收捕劉瑾，並派禁軍抄封劉瑾各處私宅。按王鏊《震澤長語》所記，僅抄出的金銀就有：黃金一千兩百零五萬兩，白銀兩亿五千九百五十八萬兩。另據清趙翼《二十二史劄記》所載，劉瑾有黃金250萬兩，白銀5000餘萬兩。按張瀚《皇明疏議輯略》卷三十二〈議獄〉，在其本家搜出「金銀數百萬」。
據《明史》記載，劉瑾被關押後，武宗本來只打算把他貶為奉御並遣至鳳陽居住，待到親自抄沒劉瑾家宅時，發現劉瑾竟私藏璽印和出入宮禁牙牌五百枚，另有軍士衣甲、弓弩、龍袍、玉帶等，又搜出劉瑾經常拿著的扇子裡面藏有兩枚鋒利匕首。武宗大怒，把劉瑾下獄。劉瑾在朝廷上受審，期間不斷指認朝中大臣依附自己，最終在駙馬蔡震拷問下認罪。同年西曆八月二十五日，六十歲的劉瑾被凌遲處死，武宗下令把他枭首示眾，並把判決書連同行刑的圖像公示天下。據野史記載，劉瑾的肉之後還被一文錢一兩售賣，而坊間亦大肆搶購。邓之诚《骨董续记》卷二“寸磔”条云：“世俗言明代寸磔之刑，刘瑾四千二百刀，郑鄤三千六百刀」。劉瑾死後，內行廠與西廠同遭裁撤，僅餘下東廠，其黨羽都被殺或遭貶謫，生前所行之變法全數被取消。

## 逸闻
刘瑾雖貪婪專權，但頗有政治才能，也从未将国事当做儿戏。史载，劉瑾将奏章带回私第后，都与他的妹婿礼部司务孙聪及华亭人张文冕商量参决，再由大学士焦芳润色，内阁李东阳审核之后颁发，还是颇为慎重的。用事期间，他针对时弊，对政治制度作了不少改动，推行过一些新法（“劉瑾变法”）。一說劉瑾於正德三年八月创罚米法，“自是忤瑾者，悉诬以旧事，入之罚米例中，中外文武无宁日矣”。
2001年《亞洲華爾街日報》據此將劉瑾列入過去1000年來，全球最富有的50人名單。

## 影視形象
- 王偉：1978年麗的電視劇集《天龍訣》
- 楊光友：1985年中華電視公司劇集《天蠶再變》
- 羅烈：1993年亞洲電視劇集《天蠶變之再與天比高》
- 孫建魁：1993年香港電影《太極張三豐》
- 雷鳴：1993年台視電視劇《英雄少年》
- 郑文：1994年中視與新加坡電視機構合拍電視劇《天師鍾馗之江山美人》
- 张会中：2000年中国大陆、台湾合拍半喜剧电视剧《绝色双娇》
- 李家鼎：2000年香港TVB電視劇《金裝四大才子》
- 秦焰：2005年《大明帝国之夜来风雨》
- 張國強：2009年香港TVB電視劇《王老虎搶親》
- 张野：2018年优酷视频古装剧《回到明朝当王爷之杨凌传》

| 前任： 李荣 (明朝宦官) | 司礼监掌印太监 1508年—1510年 | 繼任： 张永 (明朝宦官) |
| 前任： 新设            | 内行厂提督太监 1508年—1510年 | 繼任： 撤销            |

## 延伸阅读
[在维基数据编辑]
 《明史卷三百〇四》，出自《明史》
 在维基共享资源阅览影像